# Sauzé-entre-Bois
Sauzé-entre-Bois es una comuna nueva francesa situada en el departamento de Deux-Sèvres, de la región de Nueva Aquitania.

## Historia
Fue creada el 1 de enero de 2025, en aplicación de una resolución del prefecto de Deux-Sèvres de 16 de octubre de 2024 con la unión de las comunas de Caunay, Montalembert, Pers, Pliboux y Sauzé-Vaussais, pasando a estar el ayuntamiento en la antigua comuna de Sauzé-Vaussais.

## Demografía
Según los datos aportados en la resolución del prefecto de Deux-Sèvres, la comuna se crea con 2302 habitantes.

## Composición
| Comuna delegada | Código INSEE | Población (2022) | Superficie (km²) | Densidad (hab./km²) |
| --------------- | ------------ | ---------------- | ---------------- | ------------------- |
| Caunay          | 79060        | 176              | 14.42            | 12                  |
| Montalembert    | 79180        | 298              | 11.8             | 25                  |
| Pers            | 69           | 473              | 4.73             | 15                  |
| Pliboux         | 79212        | 219              | 15.29            | 14                  |
| Sauzé-Vaussais  | 79307        | 1497             | 19.08            | 78                  |